# Hans Sebald Beham
Hans Sebal Beham, ou plutôt Sebald Beham (Nuremberg, 1500 - Francfort, 22 novembre 1550) est un illustrateur, dessinateur de vitraux, peintre et graveur allemand. Il est l'un des plus importants des Kleinmeister, ou Petits Maîtres allemands, qui s’illustrent dans la gravure de petite dimension, qu'ils travaillent à la loupe pour être vendues à la pièce, dans la génération postérieure à Albrecht Dürer.

## Biographie
Né à Nuremberg en 1500 dans une famille imprégnée par l'art dont on sait très peu de choses, il est le frère aîné de deux ans du peintre et graveur Barthel Beham. Sa formation n'est pas documentée. En 1521, il est enregistré comme Malergeselle (« compagnon peintre ») ; en 1525, il est maître de son propre atelier à Nuremberg.
En janvier 1525, avec son frère et Georg Pencz, il est banni de Nuremberg par le Conseil de la ville de Nuremberg, accusé d'hérésie, de blasphème et de non-reconnaissance de l'autorité du conseil municipal. Les trois sont ainsi devenus connus sous le nom de « peintres impies ». Les accusations portées contre Beham sont liées à ses croyances luthériennes, les autorités de la ville étant alors catholiques : elles n'ont adopté le luthéranisme comme religion officielle de la ville que deux mois plus tard.
Les trois artistes sont bientôt autorisés à retourner à Nuremberg, mais en 1528 Beham quitte précipitamment la ville une fois de plus, à la suite de la menace de poursuites judiciaires pour son traité sur les proportions du cheval, qui est considéré comme ayant été plagié à partir d'un livre inédit, un manuscrit d'Albrecht Dürer, récemment décédé, intitulé Les Proportions du cheval. Bien qu'il n'ait pas été officiellement l'élève du maître de Nuremberg, il est probable que Sebald le côtoie durant ses dernières années (1521-1528).
Dès lors, il passe plusieurs années à exercer son art dans différentes villes allemandes. Ses gravures sur bois sont publiées à Ingolstadt entre 1527 et 1530. La dernière année, il se trouve à Munich, où il publie un grand format imprimé illustrant l'entrée triomphale de Charles Quint dans cette ville le 10 juin 1530,. Il vit principalement à Francfort à partir de 1532, y devient citoyen en 1540 et y reste jusqu'à sa mort dix ans plus tard.

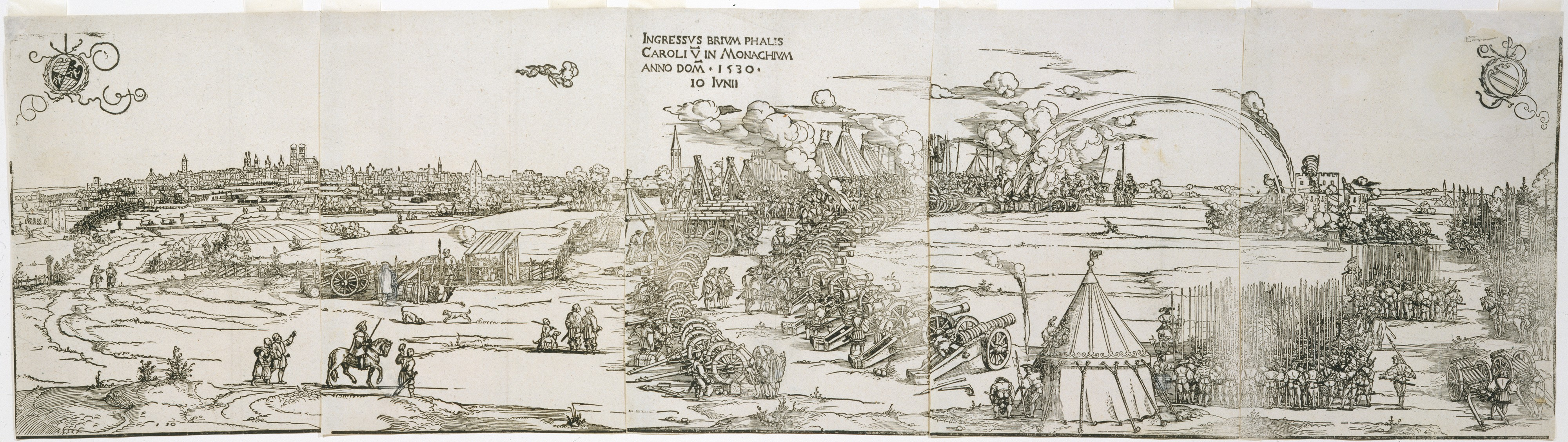
Entrée de Charles V à Munich, 10 juin 1530, MET.

Jusqu'en 1532 environ, ses gravures portent le monogramme « HSP », reflétant la prononciation de Nuremberg de son nom de famille : Peham . Après cette date, qui est celle où il s'établit à Francfort, son monogramme devint « HSB ». Ce monogramme a souvent conduit à donner son nom comme « Hans Sebald Beham », mais il n'existe aucune preuve documentaire de ce prénom supplémentaire, le « H » du monogramme représentant probablement la deuxième syllabe de son nom de famille,.
On sait qu'il s'est marié deux fois. Une paire de modèles de médailles, conçues par Matthes Gebel et datant de 1540, représentent Beham et son épouse Anna. En 1549, alors veuf, il épouse Elizabeth Wolf, la fille d'un cordonnier de Büdingen.
Il ne faut pas le confondre avec son contemporain Hans Beham (ou Behem ou Böhm), également de Nuremberg, qui fondit la cloche Sigismond (Zygmunt) au château du Wawel en Pologne pour Sigismond Ier (roi de Pologne).

## Œuvres

### Estampes
Francfort est au XVIe siècle un centre important du livre illustré où exercent les maîtres de la xylographie. Divers éditeurs comme Sigmund Feyerabend, aidés par Jost Amman, Virgil Solis, Christian Egenolff et d'autres, se sont consacrés à la publication de nombreux volumes illustrés de gravures sur bois, comme des bibles, des traités scientifiques et musicaux, des chroniques, des manuels d'apprentissage et des recueils culinaires.
Auteur prolifique, on lui attribue plus de 1 500 estampes comprenant des burins, des eaux-fortes et des xylographies, y compris des illustrations de livres gravées sur bois. Il a beaucoup travaillé sur de minuscules gravures très détaillées, pour la plupart aussi petites que des timbres-poste, ce qui l'a placé dans l'école de gravure allemande connue sous le nom de « Petits Maîtres » en raison de la taille de leurs estampes. Il a lui-même imprimé et publié ses œuvres ; ses gravures sur bois beaucoup plus grandes sont pour la plupart des œuvres commandées. Les gravures trouvèrent un marché facile parmi les collectionneurs bourgeois allemands. Il a également réalisé des gravures destinées à servir de cartes à jouer et de papier peint.
Ses gravures couvrent une gamme de sujets, mais il est particulièrement connu pour les scènes de la vie paysanne et les scènes de mythes classiques ou d'histoire, qui comportent toutes deux souvent un élément érotique. Ses premiers travaux ont été réalisés sous l'ombre de Dürer, qui travaillait encore à Nuremberg, et une des premières gravures sur bois Tête du Christ, à laquelle le monogramme « AD » a été ajouté dans le second état (mais probablement pas par Beham), a été longtemps attribué à tort à Dürer par Adam von Bartsch et d'autres. Il emprunte également aux œuvres un peu plus originales de son frère Barthel. Dans ses travaux ultérieurs, il réinterprète avec audace bon nombre des estampes les plus célèbres de Dürer dans des œuvres telles que sa Mélancolie de 1539, exploitant la différence d'échelle entre son œuvre et l'original. Ses fonds sombres ont peut-être été inspirés par les estampes italiennes en niellage.
Le catalogue de ses estampes a été publié à Vienne en 1808 par Adam von Bartsch. Il a été complété par Johann David Passavant en 1863. La tâche fut reprise ensuite par William John Loftie en 1877, puis par Gustav Pauli en 1901 et 1911. Les publications de ce dernier servent encore aujourd'hui de référence.
Le musée Wittert à Liège conserve un ensemble important d’estampes de l'artiste.

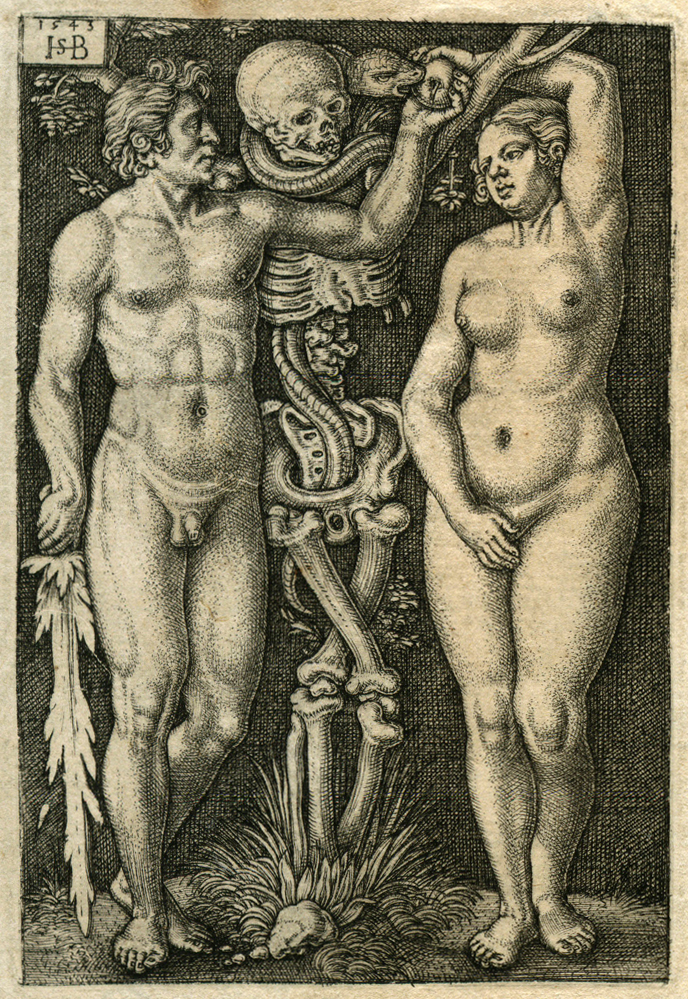
Adam et Ève, 1543, cat. Bartsch 6.
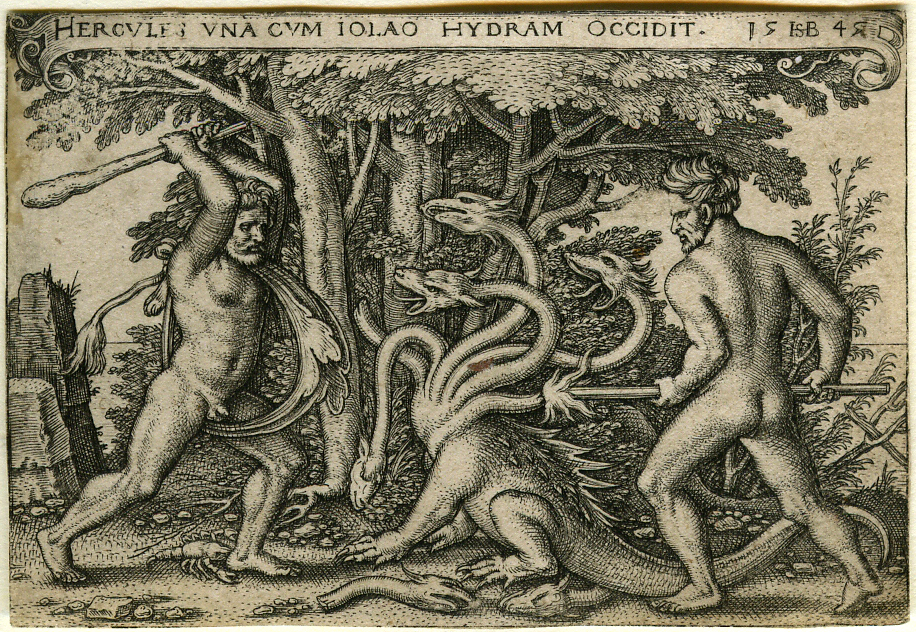
Série Les travaux d'Hercule : Il abat l'hydre de Lerne, 7/12, 1545, cat. Bartsch 102.
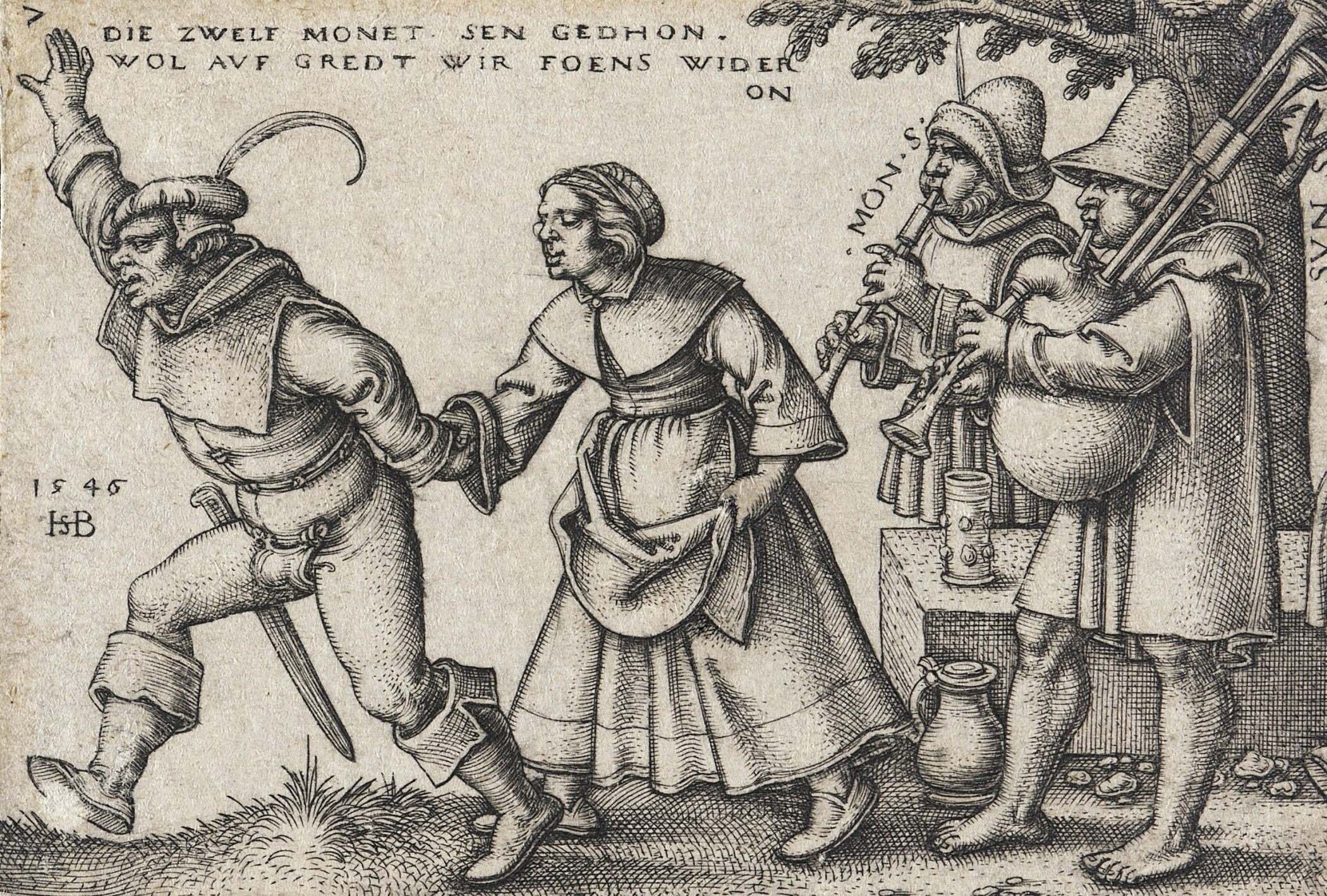
Série Les noces de village : planche 7/10, 1546, cat. Bartsch 160.
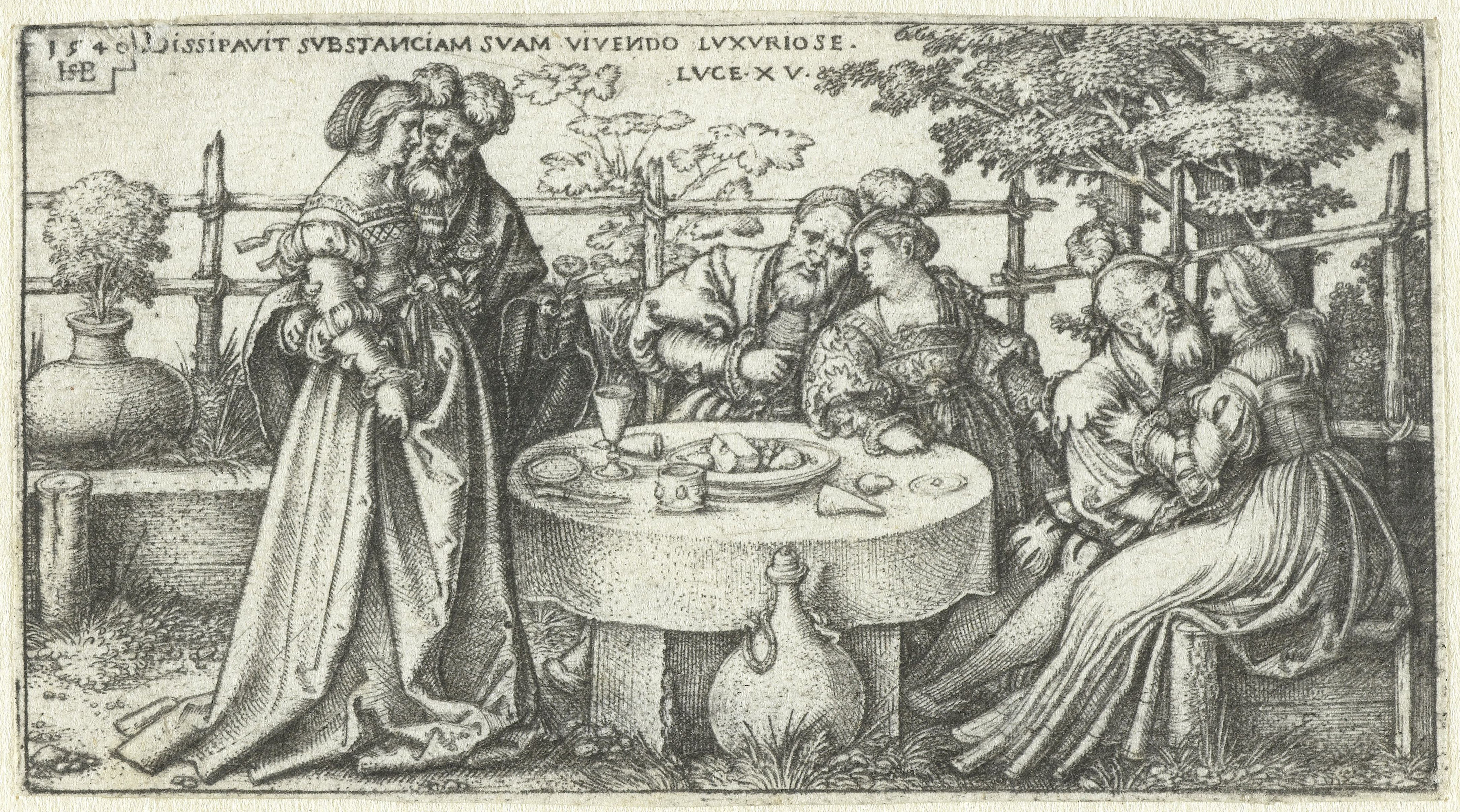
Série Le fils prodigue : Il dissipe son bien, 2/4, 1540, cat. Bartsch 32.

### Dessins
- Saint Christophe, plume, encre brune et aquarelles jaune, verte et rose, H. 0,230 ; L. 0,204 m, Beaux-Arts de Paris[13]. Ce dessin se rattache, par son format circulaire initial et par ses dimensions, au groupe des scènes de la vie de Marie et de la vie du Christ. Il est inspiré de sources visuelles issues de l'atelier de Dürer. Ce dernier a réalisé une xylographie représentant Saint Christophe (estampe conservée au British Museum, Londres)[14].

### Œuvres diverses
Si Beham est surtout connu comme un graveur prolifique, il a également peint, conçu des vitraux et écrit deux livres illustrés à succès et des manuels pour les artistes. Il a également créé des cartes à jouer, des motifs de papier-peint et divers objets de décoration raffinés.

#### Peintures
Il est connu pour avoir conçu des vitraux à Nuremberg. Cependant, sa seule peinture sur panneau connue est un dessus de table peint de scènes de la vie du roi David, aujourd'hui conservé au Louvre. Elle a été réalisée à la suite de son déménagement à Francfort, pour le cardinal Albert de Brandebourg, archevêque de Mayence. Ce dessus de table, aux détails à la manière d'un miniaturiste, appartint à Mazarin avant d'entrer dans les collections de Louis XIV.
Il a également peint des miniatures pour un livre de prières pour Albert de Brandebourg, maintenant dans la collection de la Hofbibliothek du château de Johannisburg à Aschaffenbourg. Certaines armoiries, peintes sur vélin pour les mécènes nouvellement anoblis, sont conservées dans les archives de la ville de Francfort
- Histoire de David : Les Femmes sortent de Jérusalem à la rencontre de Saül et David ; Le Bain de Bethsabée ; David envoie Urie au siège de Rabbath ; Le Prophète Nathan devant David, 1534, huile sur plateau de table en bois, 128 × 131 cm, musée du Louvre, inv. 1033[16].

#### Manuels d'artistes
Le livre sur les proportions du cheval, pour lequel il fut brièvement exilé en 1528 à la suite d'accusations de plagiat était un manuel d'artiste, qu'il suivit plus tard par un autre sur la figure humaine. Ces publications étaient des emprunts simplifiés des travaux de Dürer sur ces sujets, mais plutôt plus faciles à utiliser (et moins chères) ; elles connurent donc un succès durable.

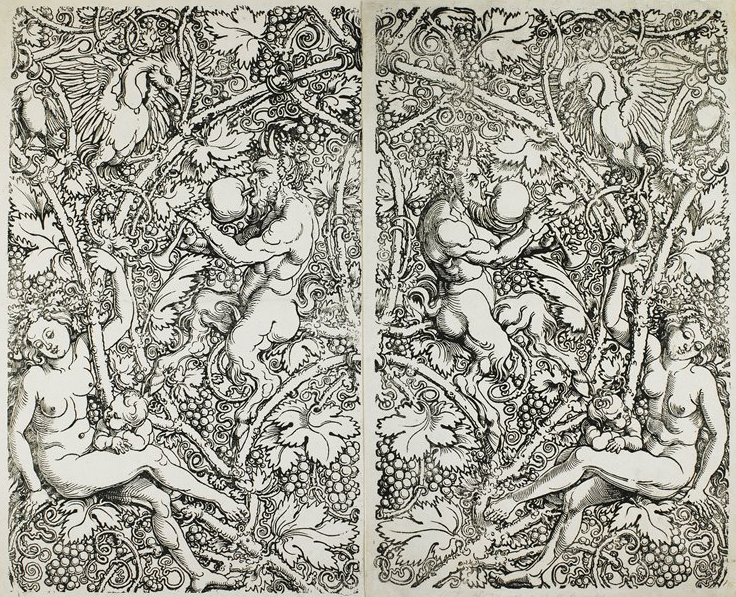
Nymphes et satyres dans un motif de vigne, estampes pour papier paint, Minneapolis Institute of Art, c. 1520-1525.
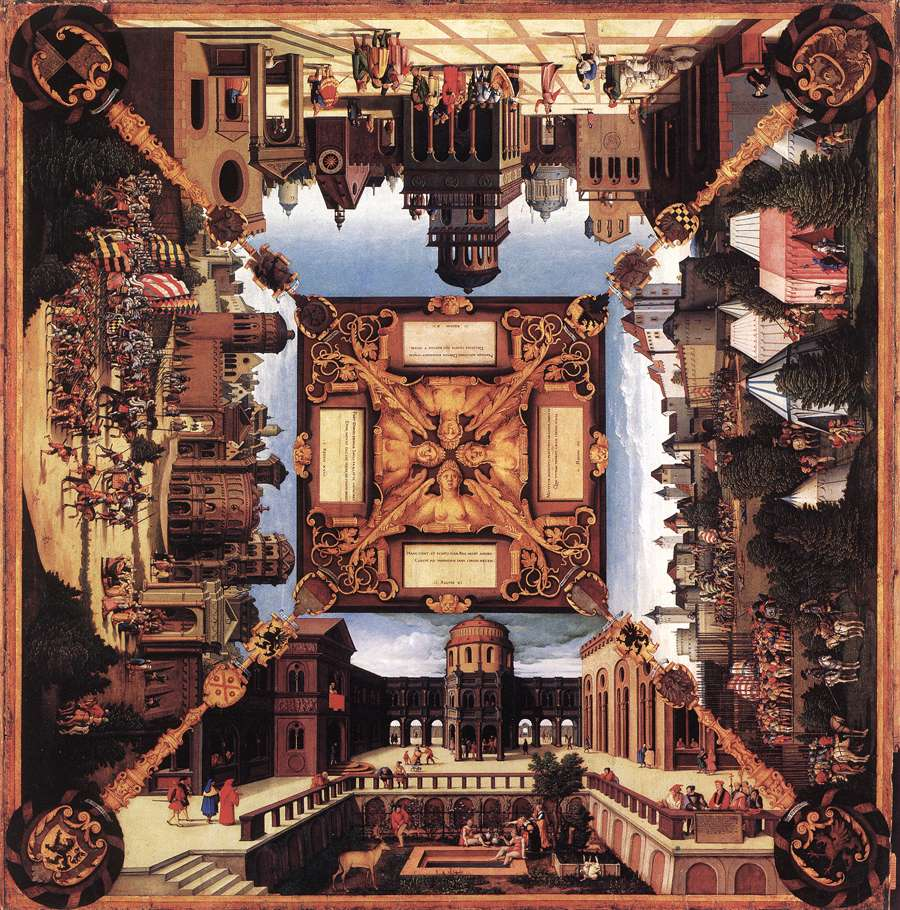
Scènes de la vie de David, 1534, huile sur plateau de table, musée du Louvre, Paris, inv. 1033.
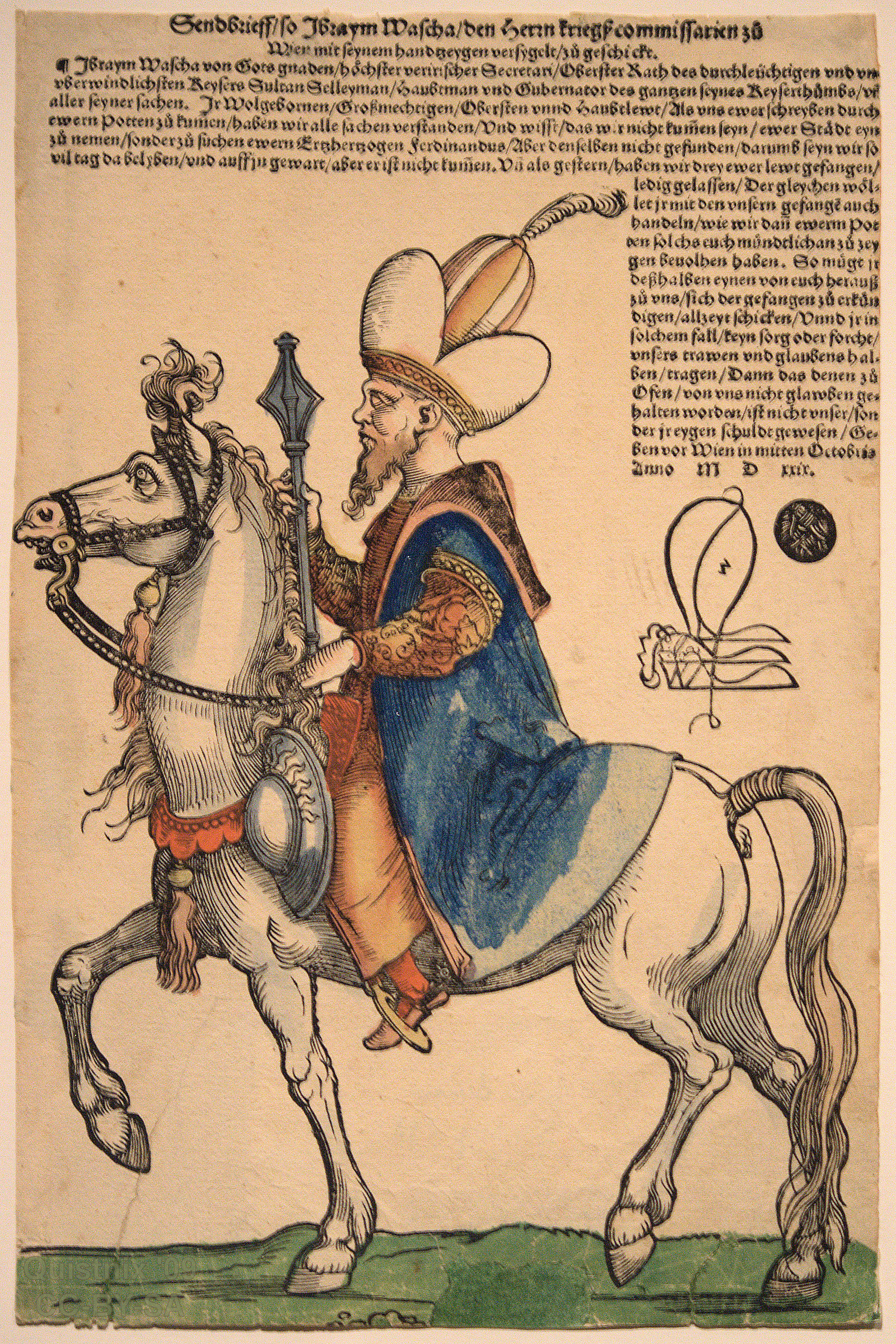
Pargali Ibrahim Pasha sur son cheval, vers 1530, illustration, xylographie coloriée, Museum Boijmans van Beuningen, Rotterdam.
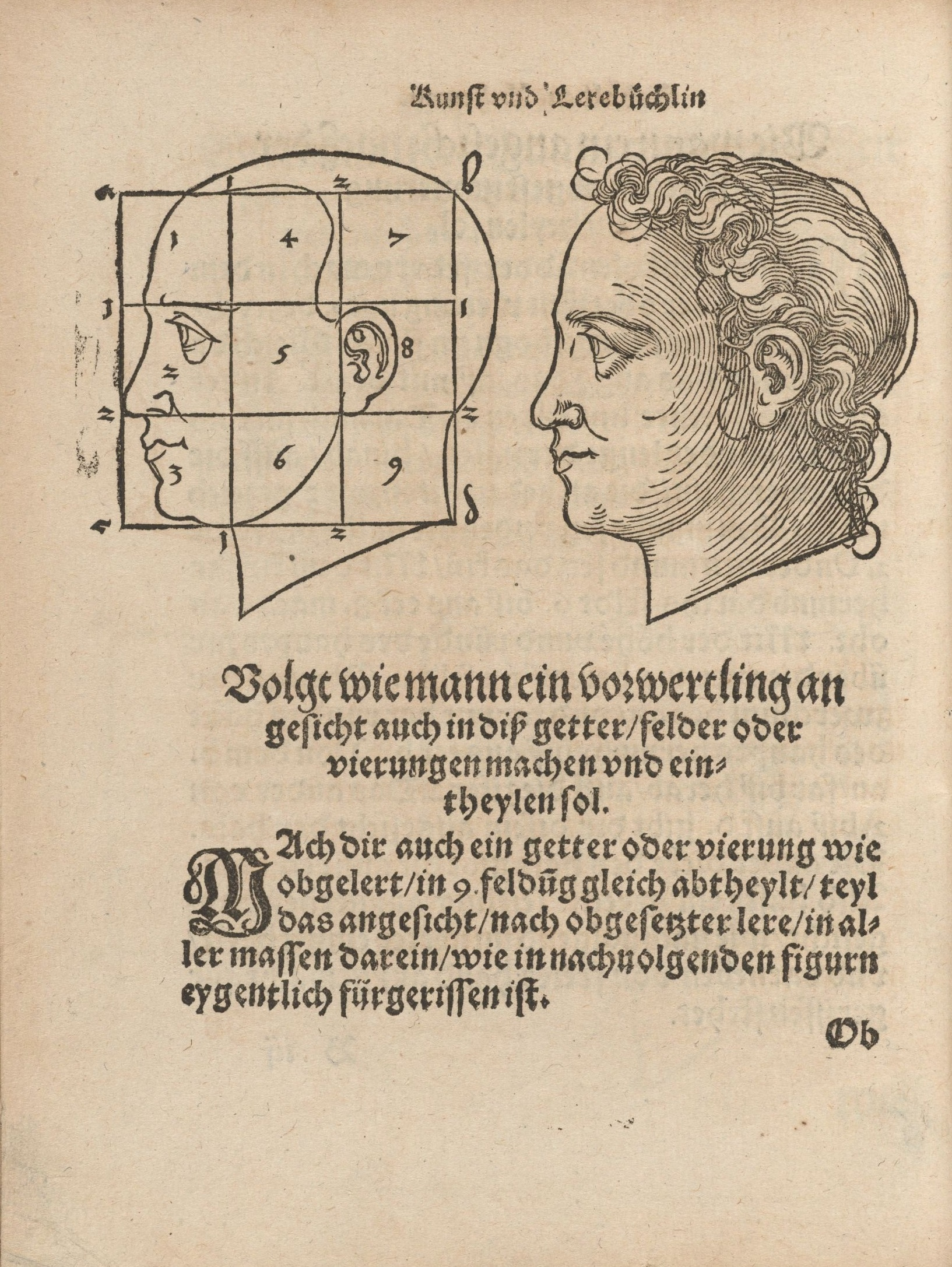
Page tirée de l'ouvrage Das Kunst vnd Lere Büchlin, Sebalden Behems. Malen vnd reissen zulernen, nach rechter Proportion, Mass vnd aussteylung des Circkels, 1557, Houghton Library, Harvard University, Typ 520.57.201.
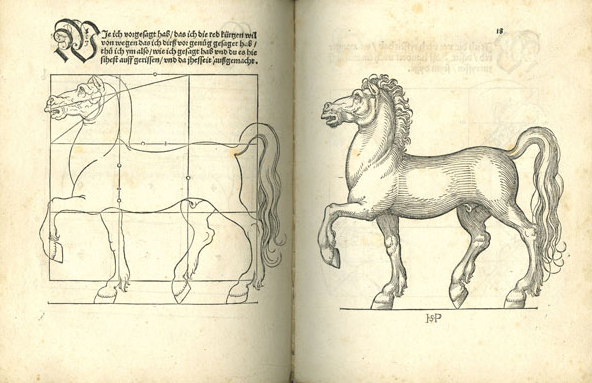
Pages tirées de l'ouvrage Dises buchlein zeyget an und lernet ein maß oder proporcion der Ross…, 1528, pp. 17-18, British Museum, London, inv. 1918,0309.3.